# Une baleine qui avait mal aux dents
Pour plus de détails, voir Fiche technique et Distribution.
Une baleine qui avait mal aux dents est un film français réalisé par Jacques Bral et sorti en 1974.

## Fiche technique
- Titre : Une baleine qui avait mal aux dents
- Réalisation : Jacques Bral
- Scénario : Jacques Bral
- Musique : Dany Revel
- Photographie : Daniel Lacambre et Thacko
- Montage : Anna Ruiz
- Production : Jean Feix
- Société de production : Les Films 88
- Société de distribution : Pari Films (France)
- Pays de production :  France
- Genre : comédie dramatique
- Durée : 98 minutes
- Dates de sortie : 
  - France : 27 juillet 1974 (Festival d'été de la Clef) - 16 avril 1975[1]

## Distribution
- Bernadette Lafont : Bernadette
- Francis Blanche : Francis
- Julien Guiomar : Julien
- Michael Lonsdale : Le peintre
- Henri Labussière : Henri
- Jean-Claude Drouot : L'homme qui veut un œuf
- Roger Lumont : Roger
- Jacques Debary : L'homme au téléphone
- Eddie Constantine : Eddie
- Marcel Bozonnet : Un invité
- Micha Bayard : La serveuse
- Luc Moullet : L'anthropologue
- Noël Simsolo : L'homme qui raconte des histoires
- Nono Zammit : L'homme qui se fait arroser